# Primula rosea
Primula rosea is een plant uit de sleutelbloemfamilie (Primulaceae).
De vele roze tot karmijnrode bloemen staan in kleine groepjes van vier tot twaalf bloemen, ongeveer 10-20 cm hoog. De bloeitijd loopt van april tot mei.
Later ontwikkelen de brons dooraderde bladeren zich in bladrozetten.
De plant komt oorspronkelijk uit Kasjmir, Afghanistan, Nepal en Westelijk Himalaya. De soort groeit er aan de oevers van beken, plassen en op moerassige plaatsen.
In de tuin doet deze plant het prima op een natte plaats in zowel de zon als de half-schaduw.
... · P. auricula (Aurikel) · 
P. beesiana · 
P. bulleyana · 
P. clusiana · 
P. denticulata ·  
P. elatior (Slanke sleutelbloem) · 
P. farinosa · 
P. florindae · 
P. glutinosa (Kleverige sleutelbloem) · 
P. hirsuta · 
P. japonica · 
P. minima (Dwergsleutelbloem) · 
P. nutans · 
P. rosea · 
P. scandinavica · 
P. scotica · 
P. sieboldii · 
P. stricta · 
P. veris (Gulden sleutelbloem) · 
P. vulgaris (Stengelloze sleutelbloem) · ...